# Gust

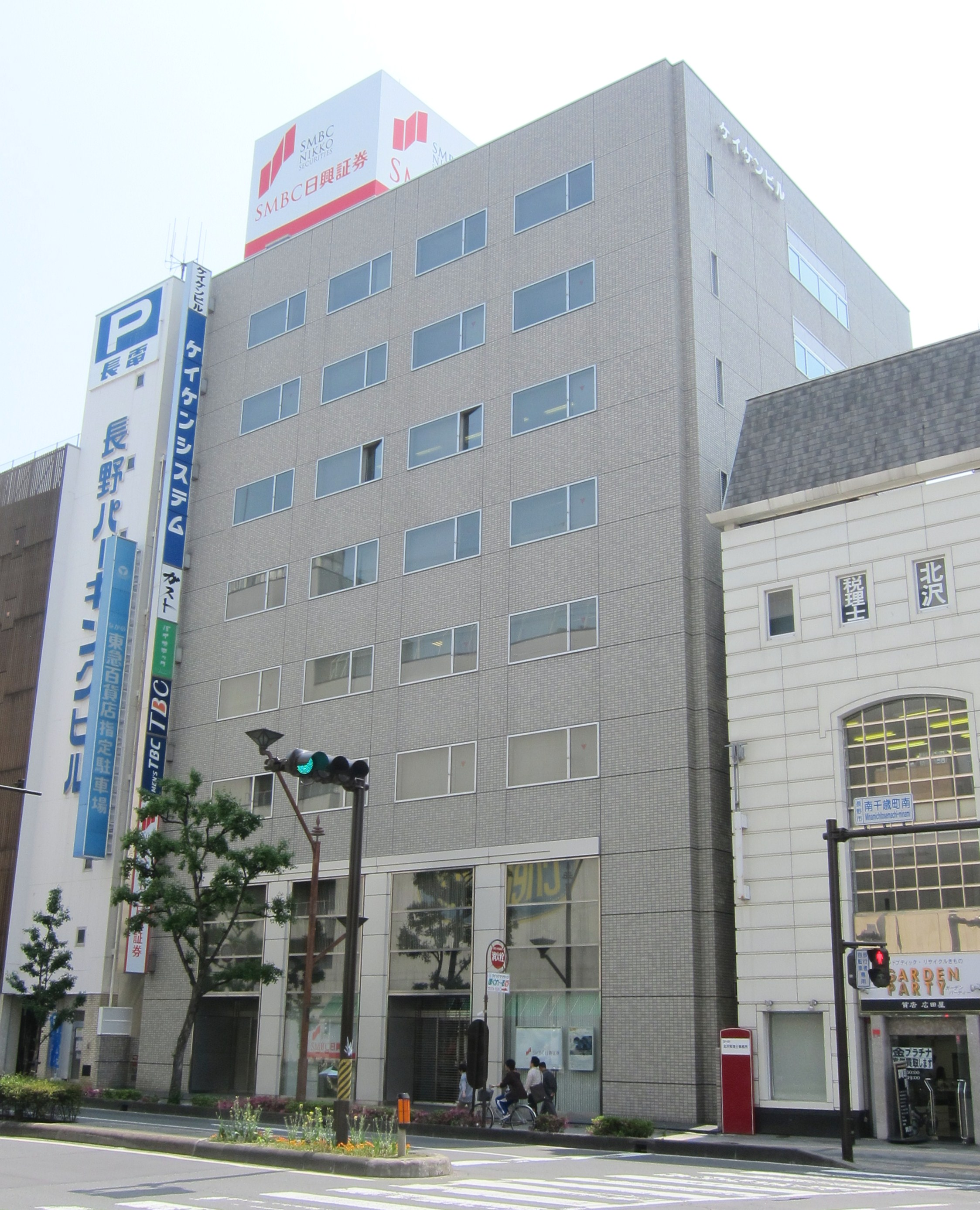
Gust公司总部大楼

Gust株式會社（株式会社ガスト）是日本曾經存在的遊戲軟體開發公司，設立於1993年，總部位於長野縣長野市。2011年12月7日光荣特库摩控股宣布將Gust納為子公司，同年12月13日轉為光荣特库摩控股的全資子公司；2014年10月1日公司解散、併入光荣特库摩游戏，並保留內部組織「Gust長野開發部」，「Gust」也留存作為游戏開發部門下一品牌名稱。代表作品為自1997年起始的RPG遊戲《鍊金工房系列》，系列在華語地區曾以《鍊金術士》為官方名稱。

## 概要

### 創業
1993年10月1日，由位於長野縣的軟體開發公司——株式會社經研系統將娛樂軟體開發部門獨立出子公司而成立。當時雜誌介紹其為長野縣第一間遊戲公司，並於該雑誌上發表了處女作，PC-9801版的《阿瑞斯王傳奇》。成立當初以個人電腦為對象進行開發，但翌年1994年立即宣布加入家用遊戲機PlayStation的行列，1995年發售PlayStation的處女作《ファルカタ 〜アストラン・パードマの紋章〜》。其後轉換跑道為開發家用遊戲軟體。1997年發售的《鍊金術士瑪莉》大獲好評而成為系列作，至今《鍊金術士系列》為Gust的招牌作品。
2011年7月27日，於同年6月23日發售的鍊金術士系列作品《鍊金術士梅露露～亞蘭德的鍊金術士3～》，因為發現有部分表現不符合CERO分級制度，該作品因此暫停出貨並重新審查，依CERO的規定遭受懲處。

### 進入光榮特庫摩集團
2011年12月7日，光榮特庫摩控股宣布將Gust納為子公司，於12月13日成為全資子公司。自2012年4月以後發售的遊戲外盒上，都同時印載了光榮特庫摩集團的標誌。2014年10月1日，被集團中另一子公司光榮特庫摩遊戲合併，Gust公司解散；Gust內部組織「Gust長野開發部」（ガスト長野開発部）留存，「Gust」也保留作為游戏開發部門下一品牌名稱。
2020年3月19日，结束在长野的活动并迁到位于神奈川县横滨港未来21的光荣特库摩游戏所在的KT大厦。

## 主要遊戲

### 鍊金術士系列
- 薩爾布魯克系列
  - 鍊金術士瑪莉 ～薩爾布魯克的錬金術士～
  - 鍊金術士艾莉 ～薩爾布魯克的錬金術士2～
  - 鍊金術士莉莉 ～薩爾布魯克的錬金術士3～
    - ヘルミーナとクルス

  - マリー&エリー ふたりのアトリエ
  - マリー・エリー&アニスのアトリエ
  - 鍊金術士 瑪莉＋艾莉ー
- 葛拉姆奈特系列
  - 鍊金術士優蒂～葛拉姆奈特的鍊金術士～
  - 鍊金術士薇歐～葛拉姆奈特的鍊金術士2～
- 伊莉絲系列
  - 鍊金術士伊莉絲～永恆的瑪那
  - 鍊金術士伊莉絲～永恆的瑪那2
  - 鍊金術士伊莉絲～莊嚴幻境
- 瑪那鍊金術系列
  - 瑪那鍊金術～學園鍊金術士們～
  - 瑪那鍊金術2～沒落學園與鍊金術士們～
- 掌機系列
  - 鍊金術士莉茲～奧多爾的錬金術士～
  - 鍊金術士安妮～賽拉島的鍊金術士～
  - 鍊金術士莉娜～修特萊爾的鍊金術士～
- 亞蘭德系列
  - 蘿樂娜的鍊金工房 ～亞蘭德之鍊金術士～
  - 托托莉的鍊金工房 ～亞蘭德之鍊金術士2～
  - 梅露露的鍊金工房～亞蘭德之鍊金術士3～
  - 露露亞的鍊金工房 ～亞蘭德之鍊金術士4～
- 黃昏大地系列
  - 愛夏的鍊金工房～黃昏大地之鍊金術士～
  - 愛絲卡&羅吉的鍊金工房～黃昏天空之鍊金術士～
  - 夏莉的鍊金工房～黃昏海洋之鍊金術士～
- 不可思議系列
  - 蘇菲的鍊金工房～不可思議書的鍊金術士～
  - 菲莉絲的鍊金工房 ～不可思議旅的鍊金術士～
  - 莉迪&蘇瑞的鍊金工房～不可思議繪畫的鍊金術士～
  - 蘇菲的鍊金工房2 ～不可思議夢的鍊金術士～
- 秘密系列
  - 萊莎的鍊金工房 ～常闇女王與秘密藏身處～
  - 萊莎的鍊金工房2 ～失落傳說與秘密妖精～
  - 萊莎的鍊金工房3 ～終結之鍊金術士與秘密鑰匙～

### 其他
- 魔塔大陸系列 ※與萬普（現在的万代南梦宫游戏）共同開發。
  - 魔塔大陸 在世界終結續詠詩篇的少女
  - 魔塔大陸2 少女們於世界中迴響的創造詩
  - 魔塔大陆3 终结世界的少女诗歌
- 波濤協奏曲系列
  - 靜籟之空 ～獻給失落之星的詩～
  - Ar nosurge ～獻給誕生之星的祈禱詩～
- 無夜國度系列
  - 無夜國度
  - 無夜國度2 ～新月的新娘～
- BLUE REFLECTION系列
  - BLUE REFLECTION 幻舞少女之劍
  - BLUE REFLECTION 帝
- 其他作品
  - 阿瑞斯王傳奇（處女作）
  - ファルカタ ～アストラン・パードマの紋章～
  - メールプラーナ
  - ウエルカムハウス
  - ウエルカムハウス2
  - 黒い瞳のノア
  - 火竜娘
  - ロビン・ロイドの冒険
  - 大正異聞錄
  - 世界樹之塔
  - 飛空英雄 國際版

## 外部連結
- Gust品牌 （页面存档备份，存于）
- 株式会社ケイケンシステム （页面存档备份，存于）